# 202. mešana artilerijska brigada (JLA)
Za druge 202. brigade glejte 202. brigada.
202. mešana artilerijska brigada je bila artilerijska brigada v sestavi Jugoslovanske ljudske armade.

## Organizacija
Ob pričetku slovenske osamosvojitvene vojne je bila brigada R formacije; imela je popolnjen le štab in dodatnih 60 vojakov. Ob mobilizaciji bi brigada imela 2.800 vojakov. Kljub temu je bilo v garniziji brigade (Vojašnica Slovenska Bistrica) nastanjeno celotno orožje brigade: 18 samovoznih večcevnih raketometov M87 Orkan, 52 topov kal, 130 mm, 48 protiletalskih topov 20 mm; opremljena je bila tudi z okoli 400 tovornjaki.
Brigada je bila celotni čas vojne blokirana v vojašnici. Kljub temu je prišlo do več izmenjav ognja iz obeh strani; JLA pa je grozila, da bo uporabila artilerijo proti samemu mestu Slovenska Bistrica, če se ne bodo nehale sovražnosti.

## Poveljstvo
- polkovnik Turović (1991)